# Mistrzostwa Świata w Szermierce 1963
Mistrzostwa Świata w Szermierce 1963 – 32. edycja mistrzostw odbyła się w Gdańsku. Mistrzostwa świata w szermierce drugi raz w swojej historii odbyły się w Polsce. 

## Klasyfikacja medalowa
| Lp. | Państwo | złoto | srebro | brąz | Razem |
| --- | ------- | ----- | ------ | ---- | ----- |
| 1   | ZSRR    | 3     | 1      | 1    | 5     |
| 2   | Polska  | 2     | 3      | 1    | 6     |
| 3   | Węgry   | 1     | 2      | 3    | 6     |
| 4   | Francja | 1     | 2      | 1    | 4     |
| 5   | Austria | 1     | -      | -    | 1     |
| 6   | Włochy  | -     | -      | 2    | 2     |

## Medaliści

### Mężczyźni
| Złoto                                                                                              | Srebro                                                                                      | Brąz                                                                                                 |
| Floret                                                                                             |                                                                                             | |
| Jean-Claude Magnan                                                                                 | Ryszard Parulski                                                                            | Egon Franke                                                                                          |
| ZSRR · Mark Midler · Wiktor Żdanowicz · Gierman Swiesznikow · Jurij Rudow · Jurij Szarow           | Polska · Witold Woyda · Egon Franke · Ryszard Parulski · Henryk Nielaba · Janusz Różycki    | Francja · Guy Barrabino · Jacky Courtillat · Jean-Claude Magnan · Daniel Revenu · Pierre Rodocanachi |
| Szpada                                                                                             |                                                                                             | |
| Roland Losert                                                                                      | Yves Dreyfus                                                                                | Guram Kostawa                                                                                        |
| Polska · Bohdan Gonsior · Bohdan Andrzejewski · Henryk Nielaba · Ryszard Parulski · Jerzy Strzałka | Francja · Yves Dreyfus · Jacques Guittet · Armand Mouyal · Claude Bourquard · René Queyroux | Węgry · Árpád Bárány · Tamás Gábor · István Kausz · Győző Kulcsár · Zoltán Nemere                    |
| Szabla                                                                                             |                                                                                             | |
| Jakow Rylski                                                                                       | Jerzy Pawłowski                                                                             | Wladimiro Calarese                                                                                   |
| Polska · Jerzy Pawłowski · Wojciech Zabłocki · Andrzej Piątkowski · Emil Ochyra · Ryszard Zub      | ZSRR · Umiar Mawlichanow · Nugzar Asatiani · Mark Rakita · Jakow Rylski · Walerij Żytnyj    | Węgry · Péter Bakonyi · Attila Kovács · Miklós Meszéna · Tibor Pézsa · József Szerencsés             |

### Kobiety
| Złoto | Srebro | Brąz                                                                                    |
| Floret | |                                                                                         |
| Ildikó Rejtő | Lídia Dömölky-Sákovics                                                                                          | Katalin Juhász-Nagy                                                                     |
| ZSRR · Galina Gorochowa · Aleksandra Zabielina · Ałła Szepielewa · Diana Nikanczikowa · Tatjana Pietrienko-Samusienko | Węgry · Magdolna Nyári-Kovács · Katalin Juhász-Nagy · Ildikó Rejtő · Lídia Dömölky-Sákovics · Katalin Szalontay | Włochy · Bruna Colombetti · Giovanna Masciotta · Antonella Ragno · Natalina Sanguinetti |